# Karl Andelfinger
Karl Andelfinger, Schreibung auch Carl Andelfinger, (* 1. März 1828 in Vordersteigen bei Heiligenberg; † nach 1905) war ein badischer Bildhauer, der in Freiburg im Breisgau wirkte.
1863 wurden er und seine Braut Marie Eschger (* 19. August 1825) Bürger von Freiburg, die Hochzeit fand am 16. April 1863 in der Dompfarrei Freiburg statt. Im folgenden Jahr kam deren Tochter Maria Josephina Andelfinger zur Welt bzw. wurde getauft.
1863 schuf er für die Kirche in Oberwinden eine Statue der Hl. Agathe, 1868 für die Kirche in Röhrenbach eine Hl. Anna und die Gottesmutter, die beide heute verschollen sind.
Für die 1866 bis 1869 erbaute Kirche St. Georg in Sankt Georgen bei Freiburg schuf er einen Altartisch sowie 16 Cherubim als Gurtbogenträger.
Einige seiner Werke finden sich auf dem Alten Friedhof von Freiburg. Mit Wilhelm Walliser zusammen schuf er dort das Grab für Karl Mutschler († 1864) sowie den Unterbau für das Grab des Theologen Friedrich Michelis (1815–1886) auf dem Hauptfriedhof Freiburg im Breisgau, das ein Bronzedenkmal von Friedrich Moest krönt. An der Ostmauer des Friedhofs findet sich ein Apostel Paulus von Andelfinger.